# 暗场显微镜

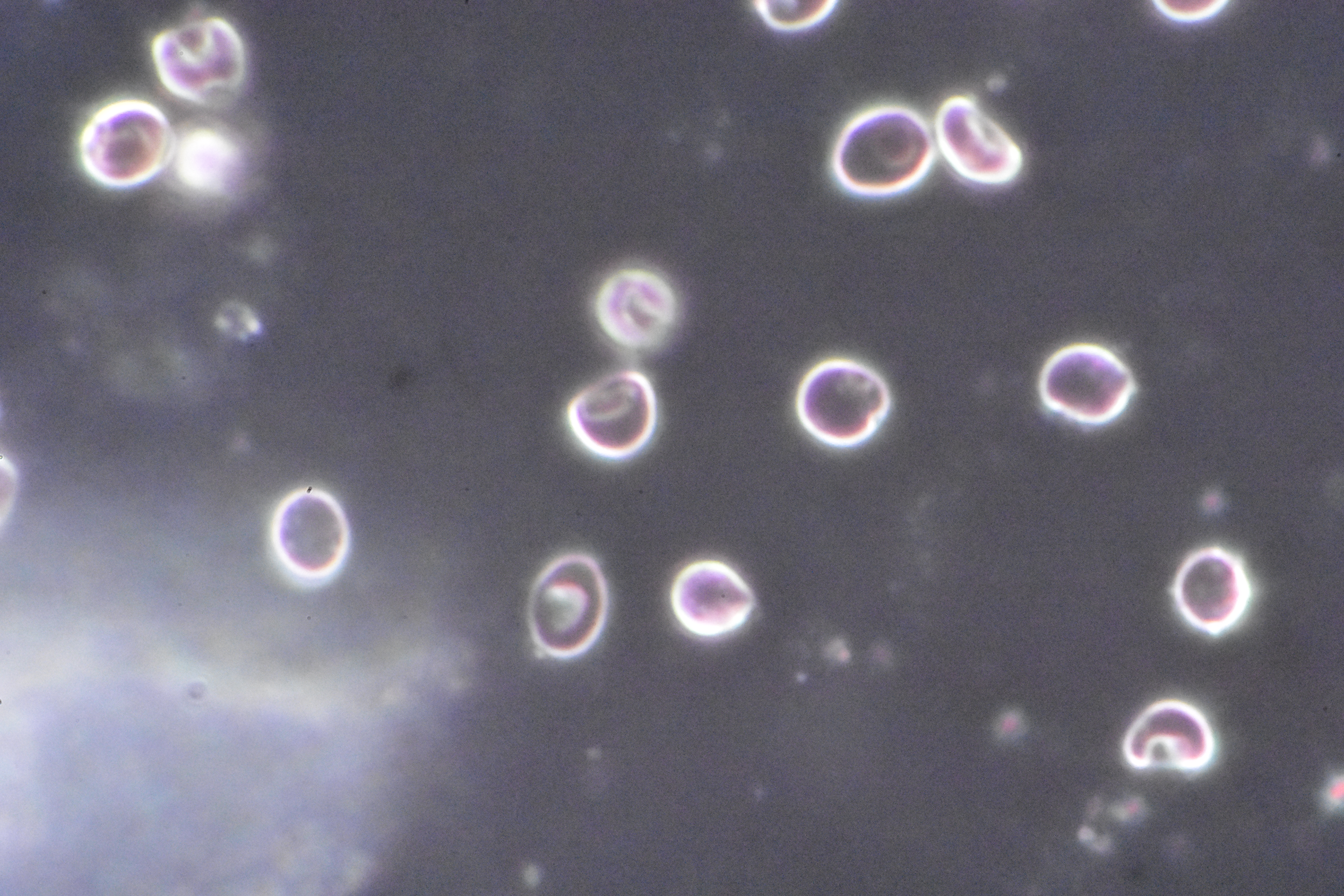
暗场显微下的紅血球

暗场显微（英語：Dark-field microscopy）或称暗視野顯微（英語：Dark ground microscopy）描述光學顯微和電子顯微中的一種特殊顯微手法，除去觀測物體以外的光線或電子進入物鏡，使目鏡中觀測到的視野背景是黑的，只有物體的邊緣是亮的，大大增强对比度。利用這個方法能見到小至 4~200nm的微粒子，解析度可比普通顯微法高50倍。